# Московка Володимир Павлович
Володи́мир Па́влович Моско́вка (11 червня 1967 — 29 серпня 2014) — підполковник Збройних сил України, учасник російсько-української війни.

## Короткий життєпис
Народився 1967 року в місті Донецьк.
Підполковник, військовослужбовець ЗСУ, військовий комісар Амвросіївського районного військового комісаріату Донецької області.
27 серпня Володимир Московка із сином та товаришем виїхали на власному автомобілі із м. Донецьк (місця проживання) до м. Амвросіївки (місця служби). По дорозі між с. Дзеркальним та с.м.т Кутейниковим були захоплені в полон військовими окупантами 331-го повітряно-десантного полку РФ.
29 серпня в м. Сніжному терористи влаштували показове катування полонених. До побиття та знущань долучилися місцеві проросійські покидьки. Під час тортур у військового комісара стався серцевий напад від чого він помер у сина на руках.
Похований на кладовищі «Чулковське», місто Донецьк.
Без Володимира залишились дружина й син.

## Вшанування
- Його портрет розміщений на меморіалі «Стіна пам'яті полеглих за Україну» у Києві: секція 3, ряд 10, місце 27
- Вшановується 29 серпня на щоденному ранковому церемоніалі вшанування українських захисників, які загинули цього дня у різні роки внаслідок російської збройної агресії[2]